# Вікіноміка
«Вікіно́міка: як ма́сова співпра́ця змі́нює все» (оригінальна назва: англ. Wikinomics: How Mass Collaboration Changes Everything) — книга Дона Тепскотта та Ентоні Д. Вільямса, вперше опублікована у грудні 2006 року.
Вона досліджує, як деякі компанії на початку XXI століття використовували в своїй роботі принцип масової співпраці і ідеологію відкритого сирцевого коду, щоб досягти успіху. Тепскотт і Вільямс випустили продовження Вікіноміки, воно має назву Макровікіноміка: перезавантаження бізнесу та світу, видана 28 вересня 2010.

## Поняття
За словами Теспкотта, «Wikinomics» базується на чотирьох ідеях: відкритості, пірингу, спільному використанні та функціонуванні у всьому світі. Використання масового співробітництва в бізнес-середовищі в новітній історії можна розглядати як розширення тенденції в бізнесі до аутсорсингу: перенести раніше внутрішні бізнес-функції іншим суб'єктам господарювання. Однак різниця полягає в тому, що замість організованого бізнес-органу, створеного спеціально для унікальної функції, масове співробітництво ґрунтується на вільних індивідуальних агентів для об'єднання і співпраці, для поліпшення даної операції або вирішення проблеми. Цей вид аутсорсингу також називається  «краудсорсинг», що відображає цю різницю. Це може стимулювати система винагороди, хоча це не потрібно.
У книзі також розглядаються сім нових моделей масового співробітництва, в тому числі:
- ·Піринг: Наприклад, сторінка 24, «Marketocracy» використовує форму пірингу у взаємному фонді (Взаємний код: MOFQX), який використовує колективний інтелект інвестиційного співтовариства … Хоча це не зовсім відкрите джерело, це приклад того, як меритократичні, однорангові моделі потрапляють у галузь де традиційна мудрість віддає перевагу одиноким суперзірковим радникам "[1]
- Ідеагорас: Наприклад, сторінка 98, що зв'язує експертів з невирішеними проблемами досліджень і розробок. Компанія «InnoCentive» є консалтинговою групою, яка інкапсулює ідею ідеагоров.[2]
- Просьюмер: Наприклад, сторінка 125, де обговорюється соціальна відеогра «Second Life», яка створюється її клієнтами. Коли клієнти є також виробниками, у вас є таке явище: просьюмер.[1]
- Нова «Alexandrians»: Ця ідея стосується інтернету та обміну знаннями.

Останній розділ написано глядачами, і він був відкритий для редагування 5 лютого 2007 року.

### Центральне поняття «вікіноміка» в підприємстві
За словами Теспкотта та Вільямса, ці чотири принципи є центральними поняттями вікіноміки на підприємстві:
1. Відкритість, яка включає не тільки відкриті стандарти та зміст, але також і фінансову прозорість та відкрите ставлення до зовнішніх ідей та ресурсів.
2. Піринг, який замінює ієрархічні моделі більш спільним форумом. Тапскотт і Вільямс посилаються на розвиток Linux як «типовий приклад пірінга».
3. Спільне використання, яке є менш пропрієтарним підходом до продуктів, інтелектуальної власності, пропускної здатності, наукових знань.
4. Функціонування у всьому світі, що передбачає охоплення глобалізації та ігнорування «фізичних та географічних кордонів» як на корпоративному, так і на індивідуальному рівні.

### Закон Коуза
У розділі «Ідеальний шторм» автори дають огляд економічних ефектів виду транзакцій, дозволених Web 2.0. Згідно авторам, закон Коуза (див. Рональд Коуз) регулює розширення бізнесу:
«Фірма буде розширюватися до тих пір, поки витрати на організацію однієї додаткової трансакції всередині фірми не зрівняються з витратами на здійснення тієї ж трансакції через обмін на відкритому ринку або витратами на організацію її через іншу фірму.»
Однак через зміну моделей використання інтернет-технологій, вартість транзакцій настільки знижувалася, що автори стверджують, що ринок краще описується інверсією закону Коуза. Тобто:
«Фірма буде розширюватися до тих пір, поки вартість проведення додаткової транзакції на відкритому ринку не стане дорівнює вартості організації однієї і тієї ж транзакції усередині фірми».
Таким чином, автори вважають, що, якщо витрати на передачу різко знизяться, компанії, які не змінять свої нинішні структури, загинуть. Компанії, які використовують масове співробітництво, будуть домінувати на своїх відповідних ринках.